# Ederson Moraes
Ederson Santana de Moraes (Osasco, 17 augustus 1993) is een Braziliaans voetballer die als doelman speelt. Hij verruilde Benfica in juli 2017 voor Manchester City, dat circa €40 miljoen voor hem betaalde. Daarmee was hij op dat moment de op een na duurste doelman ooit, na Gianluigi Buffon. Ederson debuteerde in 2017 in het Braziliaans voetbalelftal.

## Clubcarrière

### Jeugd
Ederson speelde in de jeugd van São Paulo tot hij die in 2010 verruilde voor die van Benfica. Dat liet hem in juli 2012 vertrekken naar GD Ribeirão om daarmee in de Campeonato Nacional te spelen. Hij speelde dertig wedstrijden voor de club.

### Rio Ave
Rio Ave pikte hem een jaar later op en liet hem op 18 augustus 2012 debuteren in de Primeira Liga, tegen CS Marítimo. Hij speelde drie seizoenen in Vila do Conde 64 wedstrijden voor Rio Ave. 

### Benfica
Hij verbond zich in 2015 aan Benfica. Daarmee werd hij in zowel 2015/16 als 2016/17 Portugees landskampioen. In het laatste jaar was hij met achttien tegendoelpunten de minst gepasseerde doelman van de Portugese competitie. Hij kwam tot 58 wedstrijden voor Benfica.

### Manchester City
Ederson verruilde Benfica in juli 2017 voor Manchester City, de nummer drie van de Premier League in het voorgaande seizoen. Dat betaalde circa €40 miljoen voor hem. Daarmee was hij op dat moment de op een na duurste doelman ooit, na Gianluigi Buffon. Ederson werd in zijn eerste seizoen in Engeland direct landskampioen met Manchester City. Met 27 tegengoals in 38 wedstrijden was hij dat jaar de minst gepasseerde doelman van de competitie. Manchester City en hij verlengden enkele uren na de wedstrijd op de laatste speeldag van het seizoen 2017/18 zijn contract tot medio 2025.
Het jaar erop won hij de landelijke treble: de Premier League en beide bekers. Hij speelde alle competitiewedstrijden en beide bekerfinales. 

## Clubstatistieken
| Seizoen | Club            | Competitie          | Competitie | Competitie | Beker | Beker | Internationaal | Internationaal | Totaal | Totaal |
| Seizoen | Club            | Competitie          | Wed.       | Dlp.       | Wed.  | Dlp.  | Wed.           | Dlp.           | Wed.   | Dlp.   |
| ------- | --------------- | ------------------- | ---------- | ---------- | ----- | ----- | -------------- | -------------- | ------ | ------ |
| 2011/12 | Ribeirão        | Campeonato Nacional | 29         | 0          | 1     | 0     | —              | —              | 30     | 0      |
| 2012/13 | Rio Ave         | Primeira Liga       | 2          | 0          | 6     | 0     | —              | —              | 8      | 0      |
| 2013/14 | Rio Ave         | Primeira Liga       | 18         | 0          | 10    | 0     | —              | —              | 28     | 0      |
| 2014/15 | Rio Ave         | Primeira Liga       | 17         | 0          | 9     | 0     | 2              | 0              | 28     | 0      |
| 2015/16 | Benfica         | Primeira Liga       | 10         | 0          | 5     | 0     | 3              | 0              | 18     | 0      |
| 2016/17 | Benfica         | Primeira Liga       | 27         | 0          | 6     | 0     | 7              | 0              | 40     | 0      |
| 2017/18 | Manchester City | Premier League      | 36         | 0          | 0     | 0     | 9              | 0              | 45     | 0      |
| 2018/19 | Manchester City | Premier League      | 38         | 0          | 7     | 0     | 10             | 0              | 55     | 0      |
| 2019/20 | Manchester City | Premier League      | 35         | 0          | 1     | 0     | 8              | 0              | 44     | 0      |
| 2020/21 | Manchester City | Premier League      | 36         | 0          | 0     | 0     | 12             | 0              | 48     | 0      |
| 2021/22 | Manchester City | Premier League      | 37         | 0          | 1     | 0     | 11             | 0              | 49     | 0      |
| 2022/23 | Manchester City | Premier League      | 35         | 0          | 2     | 0     | 11             | 0              | 48     | 0      |
| 2023/24 | Manchester City | Premier League      | 33         | 0          | 0     | 0     | 10             | 0              | 43     | 0      |
| 2024/25 | Manchester City | Premier League      | 15         | 0          | 2     | 0     | 6              | 0              | 23     | 0      |
| Totaal  | Totaal          | Totaal              | 368        | 0          | 50    | 0     | 89             | 0              | 507    | 0      |

## Interlandcarrière
Moraes nam in 2014 met Brazilië –23 deel aan het Toulon Espoirs-toernooi. Hij debuteerde op 11 oktober 2017 in het Braziliaans voetbalelftal, in een met 3–0 gewonnen WK-kwalificatiewedstrijd tegen Chili. Bondscoach Tite nam hem twee jaar later mee naar de door Brazilië gewonnen Copa América 2019. Hij kwam tijdens het toernooi zelf niet in actie; Alisson keepte alle wedstrijden.

## Erelijst
| Competitie            |         |                                                      |         |         |
| Competitie            | Aantal  | Jaren                                                |         |         |
| Benfica               | Benfica | Benfica                                              | Benfica | Benfica |
| --------------------- | ------- | ---------------------------------------------------- | ------- | ------- |
| Primeira Liga         | 2×      | 2015/16, 2016/17                                     |         |         |
| Taça da Portugal      | 1×      | 2016/17                                              |         |         |
| Taça da Liga          | 1×      | 2015/16                                              |         |         |
| Manchester City       |         |                                                      |         |         |
| UEFA Champions League | 1×      | 2022/23                                              |         |         |
| UEFA Super Cup        | 1×      | 2023                                                 |         |         |
| FIFA Club World Cup   | 1×      | 2023                                                 |         |         |
| Premier League        | 6×      | 2017/18, 2018/19, 2020/21, 2021/22, 2022/23, 2023/24 |         |         |
| FA Cup                | 2×      | 2018/19, 2022/23                                     |         |         |
| EFL Cup               | 4×      | 2017/18, 2018/19, 2019/20, 2020/21                   |         |         |
| FA Community Shield   | 3×      | 2019, 2020, 2024                                     |         |         |

| Competitie                | Winnaar           | Winnaar           | Runner-up         | Runner-up         | Derde             | Derde             |
| Competitie                | Aantal            | Jaren             | Aantal            | Jaren             | Aantal            | Jaren             |
| Brazilië onder 23         | Brazilië onder 23 | Brazilië onder 23 | Brazilië onder 23 | Brazilië onder 23 | Brazilië onder 23 | Brazilië onder 23 |
| ------------------------- | ----------------- | ----------------- | ----------------- | ----------------- | ----------------- | ----------------- |
| Tournoi Espoirs de Toulon | 1×                | 2014              |                   |                   |                   |                   |
| Brazilië                  |                   |                   |                   |                   |                   |                   |
| CONMEBOL Copa América     | 1×                | 2019              |                   |                   |                   |                   |